# Dzsudzsár György
Dzsudzsár György (szerbül: Djura Džudžar) (Sajkásgyörgye, 1954. április 22.) ruszin nemzetiségű görögkatolikus pap, bácskeresztúri püspök.

## Pályafutása
1980. szeptember 7-én szentelték pappá; a Kőrösi egyházmegyében szolgált. A Keleti Egyházak Kongregációja hivatalnokaként is tevékenykedett.

### Püspöki pályafutása
2001. március 3-án acrassumi címzetes püspökké és a Munkácsi görögkatolikus egyházmegye segédpüspökévé nevezték ki. Március 19-én szentelte püspökké II. János Pál pápa. 2003. augusztus 28-án a szerbia–montenegrói apostoli exarchátus első kormányzójává nevezték ki. 2013. január 19-én az exarchátus területét Szerbiára korlátozták. 2016 márciusában a Szent Cirill és Metód Nemzetközi Püspöki Konferencia alelnökévé választották. 2018. december 6-án Ferenc pápa az exarchátust egyházmegyei rangra emelte, első megyéspüspöke is Dzsudzsár György lett.